# Minamiminowa, Nagano

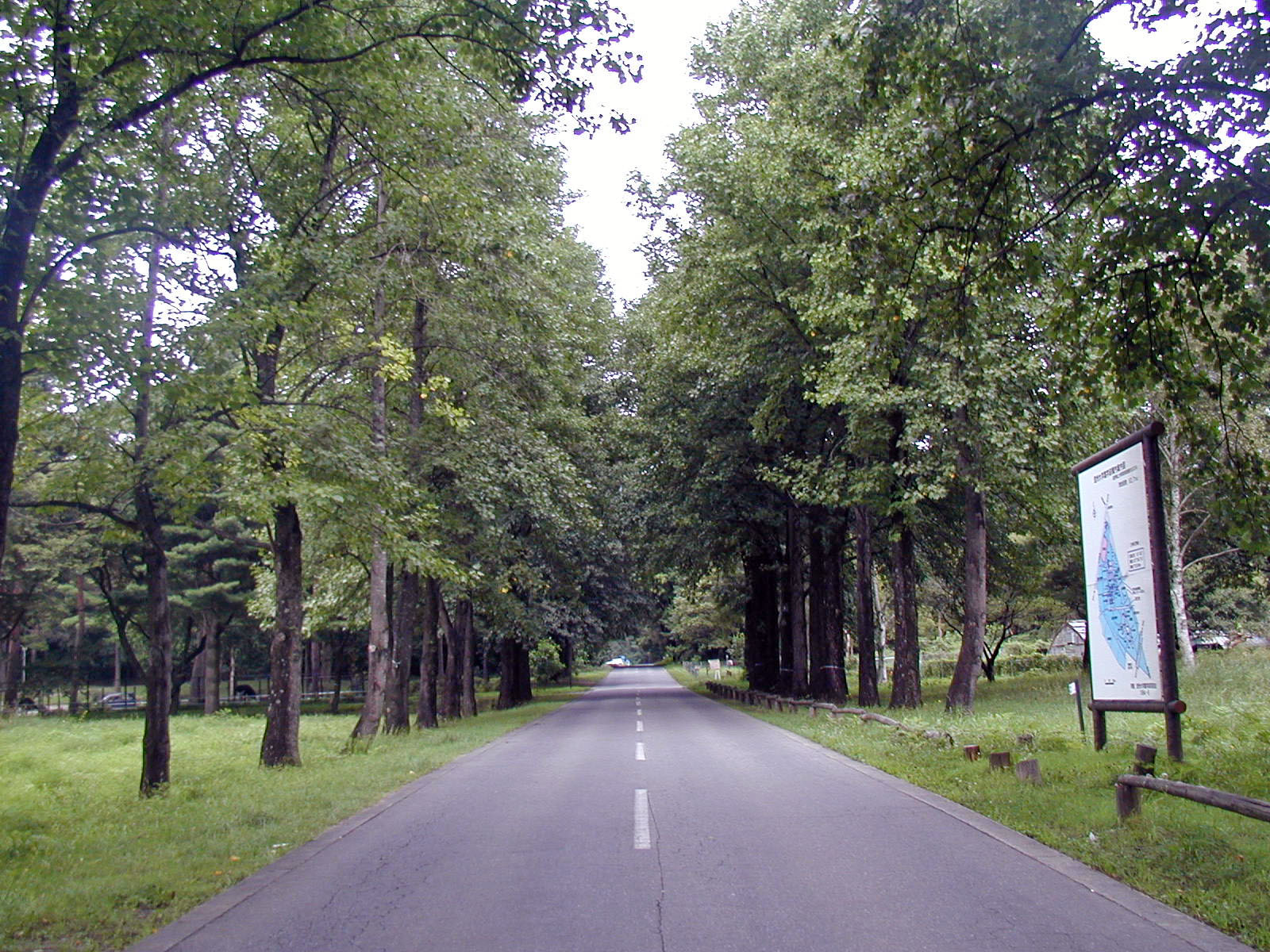
Lối vào Khoa Nông nghiệp, Trường Đại học Shinshu tại Minamiminowa

Minamiminowa (南箕輪村 Minamiminowa-mura) là một ngôi làng nằm ở tỉnh Nagano, Nhật Bản. Tính đến ngày 1 tháng 4 năm 2019, ngôi làng ước tính có 15 463 người và 6115 hộ gia đình, mật độ dân số trung bình là 371 người/km². Tổng diện tích của làng là 40,99 kilômét vuông (15,83 dặm vuông Anh).

## Địa lý
Minamiminowa nằm ở thung lũng Ina thuộc phía nam trung tâm tỉnh Nagano, phía tây giáp với dãy núi Kiso. Làng có sông Tenryū chảy qua. Ngôi làng có hai khu vực địa lý riêng biệt, cách nhau bởi thành phố Ina.

### Các đô thị tiếp giáp làng
- Tỉnh Nagano
  - Ina
  - Shiojiri
  - Minowa
  - Tatsuno

### Khí hậu
Thị trấn có khí hậu mùa hè nóng, ẩm và mùa đông lạnh (theo phân loại khí hậu Köppen Cfa). Nhiệt độ trung bình hàng năm ở Minamiminowa là 11,5 °C. Lượng mưa trung bình hàng năm là 1370 mm, trong đó tháng 9 là tháng có độ ẩm cao nhất. Nhiệt độ trung bình đạt đỉnh vào tháng 8, với mức nhiệt vào khoảng 24,4 °C và thấp nhất vào tháng 1, mức nhiệt vào khoảng -0,8 °C.

## Nhân khẩu học
Theo dữ liệu điều tra dân số của Nhật Bản, dân số của Minamiminowa đã tăng trưởng mạnh trong 60 năm qua.

## Lịch sử
Khu vực Minaminowa hiện nay là một phần của tỉnh Shinano. Làng Minamiminowa được thành lập vào ngày 1 tháng 4 năm 1889 với việc thành lập hệ thống đô thị hiện đại.

## Nền kinh tế
Nền kinh tế của Minaminowa dựa vào nông nghiệp, với gạo, táo, việt quất và wasabi là những loại cây trồng chính.

## Giáo dục
Minamiminowa có hai trường tiểu học công lập và một trường trung học cơ sở công lập do chính quyền làng điều hành, và một trường trung học do Hội đồng Giáo dục Tỉnh Nagano (Nagano Prefectural Board of Education) điều hành. Ngôi làng cũng là nơi đặt Khoa Nông nghiệp của Đại học Shinshu.